# Schloss Friedrichstein (Oost-Pruisen)

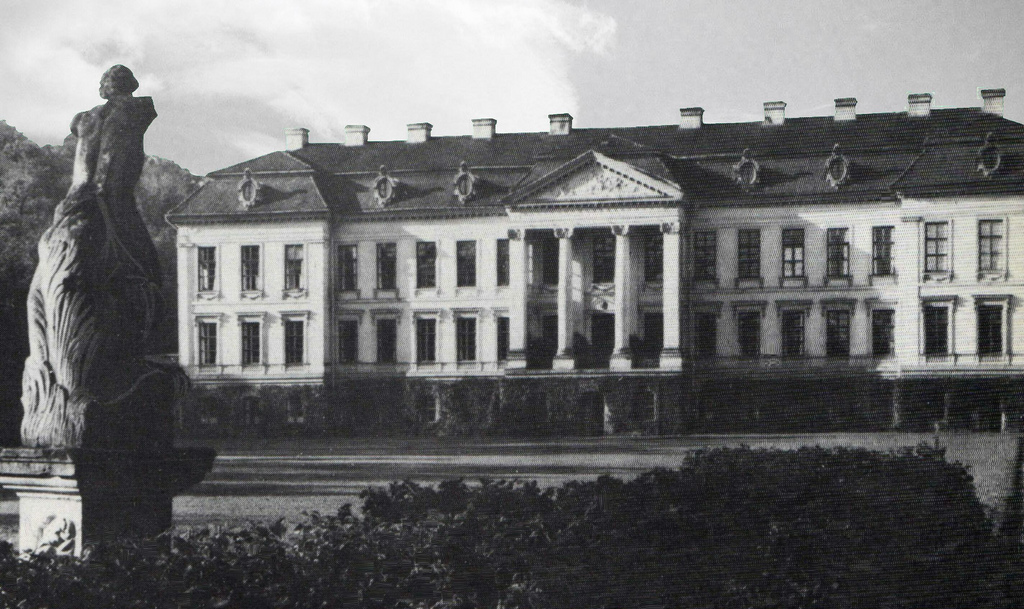
Schloss Friedrichstein in 1927

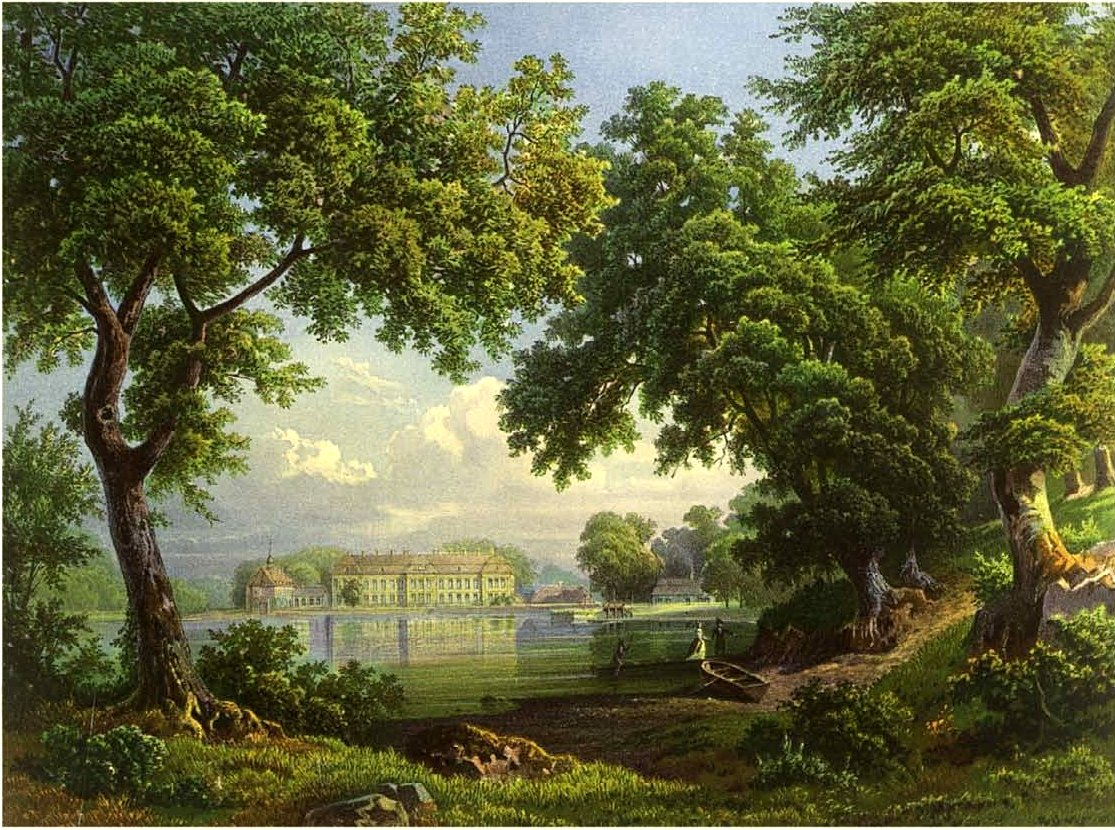
Schloss Friedrichstein in 1860, verzameling Alexander Duncker

Schloss Friedrichstein was een slot in het Samland, in het stroomgebied van de rivier Pregel op 20 kilometer ten oosten van Koningsbergen in Oost-Pruisen in de buurt van het dorpje Löwenhagen, de huidige oblast Kaliningrad. Het was het grootste slot van Oost-Pruisen.

## Geschiedenis
Het slot werd in opdracht van graaf Otto Magnus von Dönhoff in de periode van 1709 tot 1714 naar plannen van de barokarchitect Jean de Bodt en onder leiding van John von Collas gebouwd.
In Schloss Friedrichstein bevond zich een waardevolle serie van acht wandtapijten die in 1630 in Brussel is ontstaan, met voorstellingen uit het leven van Alexander de Grote, naar ontwerpen van Jacob Jordaens.
Bij het slot hoorden landerijen die ongeveer 9.000 ha groot waren, waarvan 5.000 ha bos. Op het hoogtepunt werden er ongeveer 1.000 runderen, 3.200 schapen en 1.200 varkens gehouden. Verder was er een grote stoeterij waar de beroemde Trakehner rijpaarden werden gefokt. Op het landgoed stond verder nog een molen, een houtzagerij, een (in 1924 stilgelegde) brouwerij en een kwekerij.
Het slot werd in januari 1945 door het Rode Leger in brand gestoken. Hierbij werd de beroemde Pannwitzbibliotheek met meer dan 20.000 waardevolle boeken vernietigd. De overgebleven ruïne werd in 1958 grotendeels gesloopt. Rond 1980 waren er nog muurresten terug te vinden. Schloss Friedrichstein is de geboorteplaats van de beroemde Duitse journaliste Marion Dönhoff.
Belangrijke delen van het oorspronkelijke inventaris zoals het familiearchief werden voor 1945 al naar het Westen geëvacueerd en bevinden zich nu onder andere in Schloss Schönstein in de stad Wissen in Duitsland.